# Rota 4 (Paraguai)
A Rota Número 4 " General José E. Díaz ", é a estrada nacional que liga a cidade de San Ignacio Guazú (Misiones) com Paso de Patria, em Ñeembucú. Sua extensão é de 197 quilômetros.

## Municípios atravessados pela rodovia

### DepartamentoMisiones
- km 0: San Ignacio Guazú

### Departamento deÑeembucú
- km 99: Guazú Cuá
- km 100: Tacuaras
- km 137: Pilar
- km 177: Humaitá
- km 197: Paso de Patria